# 셔틀맨
셔틀맨은 네온비 작가가 스토리를, 캐러멜 작가가 그림을 그려 대한민국의 포털사이트 다음에 연재했던 웹툰이다. 2009년 10월 13일에 연재를 시작했으며, 2010년 6월 22일에 연재가 종료된 흑백 만화이다.
2010년, 셔틀맨의 독자들의 사비로 한정 단행본이 출간되었으며, 2012년 4월에 정식 단행본이 출간되었다.

## 등장인물
이영수
키와 체중은 174cm에다 62kg이다. 혈액형은 B형이며, 셔틀맨의 남주인공이다. 고등학교 1학년 때 박일진에게 빵 심부름을 강요당하고 있었다.
셔틀맨 인재를 발굴하기 위해 잠시 이영수의 학교에 온 김건을 만나 자신이 짝사랑하던 여학생 심연희와 함께 사립 김노인 고등학교로 간다. 김건의 말과 적성검사를 통해 자신이 셔틀맨에 소질이 있다는 사실을 알게 되고 독서와 신체적 훈련을 하면서 성정하고,방학 때 떠난 사막 훈련장에서 연희의 실수로 벗아났을 땐 길을 잃고 쓰러진 세 명의 아랍인들,택시 기름이 다 떨어진 택시기사와 택시,스핑크스를 기절한 연희,민석이를 부축한 채로 사막 훈련장에 도착하는 괴력까지 발휘한다.
25살 때 SME의 직원이 된다.인기투표 순위는 4위.
김건
키와 체중은 186cm에 74kg. 또한 혈액형은 B형이며, 남학생치곤 긴 편인 머리를 반묶음으로 묶은 백발이며 훤칠한 미소년이다.
어렸을 때부터 셔틀맨에 남다른 재능이 있었고,할아버지가 세운 학교로 갈 전학생을 모집하기 위해 가끔씩 다른 학교로 간다.입담이 매우 좋을 뿐 아니라 달리기도 잘하며,어렸을 때부터 훈련을 한 덕분에 몸매와 체력도 아주 좋으며 독서광이다.빵 심부름을 억지로 하는 영수와 달리 빵 심부름을 하는 것을 자랑스럽게 생각한다. 다만 독설을 잘하고 삿대질을 하는 버릇 때문에 중학교 시절 친구였던 찬희는 그런 건이를 싫어하게 되었고,영수 역시 그런 건이를 부담스러워 한다.
사립 김노인 고등학교의 조교를 맡고 있다.25살 때 SME의 직원이 되었지만 여전히 조교를 맡고 있었다.인기투표 순위는 2위.
심연희
키와 체중은 164cm에 48kg. 혈액형은 O형이며, 눈매가 둥글둥글한 영수와 달리 눈매가 올라간 고양이 상이며 속눈썹이 짙은 편이다.
청순한 이미지와 달리 특이한 성격 때문에 친구가 없다.예쁜 외모로 남학생들에게 인기가 많았지만 연희 본인은 매우 귀찮았으며,연희 본인이 관심도 없었던 영수에게 고잭을 받자 냉정하게 거절한다.
건이의 카리스마와 잘생긴 외모에 반했지만,자신의 성격을 알고도 자신을 이해해주고 친절하게 대하려고 했던 영수를 점점 좋아하게 되어 25살 땐 결혼까지 한다.
연희의 소통 능력은 고릴라,희귀동물,정신질환자와도 자연스럽게 어울릴 정도로 남달랐으며,연희는 자신의 소통 능력을 활용해 임상심리사가 된다.